# Инга (мини-футбольный клуб)
«Инга» — мини-футбольный клуб из Харькова, участник чемпионата Украины по мини-футболу.
Харьковский клуб участвовал в высшей лиге чемпионата Украины по мини-футболу в сезоне 1993/94.. «Инга» до последнего боролась за выход в восьмёрку лучших. В последнем туре «Инге» необходимо было побеждать в своём матче и надеяться на победу другой харьковской команды — «Риты». Однако «Рита» свою игру проиграла, и «Инга» оказалась за бортом восьмёрки. Во втором круге «Инга» выступила лучше других команд в нижней лиге, заняв в итоге 9 место.
В кубке страны 1993/94 «Инга» провела шесть матчей, в последнем из которых уступила днепропетровскому «Механизатору», не сумев пробиться в полуфинал.
Среди известных игроков, выступавших за клуб — заслуженный мастер спорта Украины Василий Сухомлинов, а также Юрий Воложенко и Виталий Сахно.
Президент клуба — Александр Нечипоренко. Найти спонсора помог Олег Дейкунов, также выступавший за «Ингу», в будущем известный харьковский мини-футболист, игравший за «Универ-ЭХО» до 2005 года. Игроки получали высокую по тем временам зарплату — около 50 долларов, а также были обеспечены костюмами и спортивной экипировкой.